# Gefjun
Gefjun è una dea della mitologia norrena, appartenente alla stirpe degli Asi.

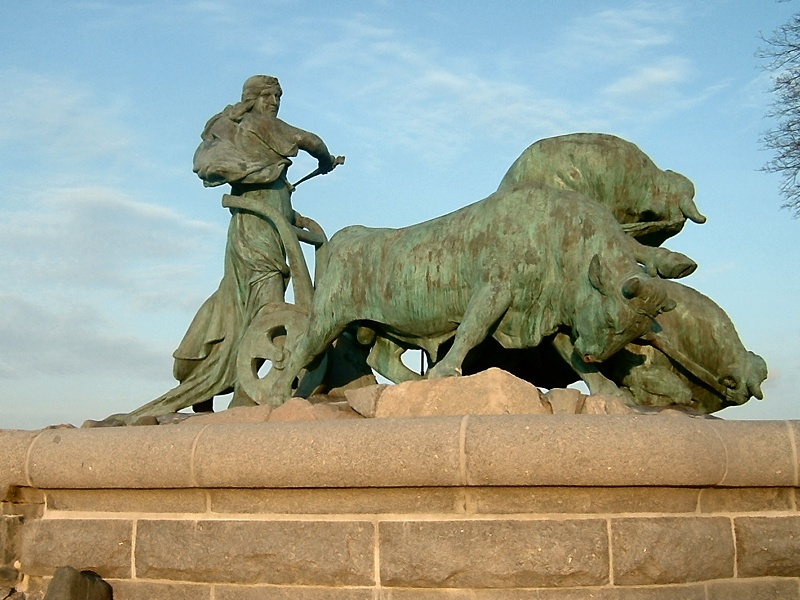
Statua di Gefjun a Copenaghen

Su Gefjun ci è stato tramandato un mito che spiega l'origine del lago svedese Mälaren. Gefjun, sotto le spoglie di una girovaga, aveva intrattenuto il re di Svezia Gylfi e questi volle ricompensarla con tanta terra quanta ne avrebbero arata quattro buoi in un giorno e una notte. Gefjun trasformò i suoi quattro figli (che aveva avuto da un gigante) in buoi e li aggiogò all'aratro, scavando con così tanta forza che il terreno venne invaso dall'acqua del mare, e formò così un lago. La terra scavata fu poi trascinata verso Ovest, in Danimarca, dove andò a formare l'isola di Sjælland, che conta tante baie e tanti promontori quanti ce ne sono nel lago Mälaren. Secondo alcune fonti Gefjun compì quest'impresa su ordine del dio Odino.
Gefjun divenne quindi la sposa di Skjöldr, figlio di Odino, con cui andò a vivere a Hleiðr.
Nella Lokasenna, il dio Loki accusa Gefjun di essersi concessa a un non meglio definito "bianco giovane", in cambio di un gioiello. Da parte sua, invece, Snorri afferma che Gefjun è vergine, ed è a lei che si rivolgono le donne che muoiono senza aver toccato uomo.
Il suo nome può forse essere ricondotto al verbo gefa: "donare". Gefjun potrebbe quindi essere avvicinata alla dea Freyja, che spesso viene appellata come "Gefn", "donatrice": c'è chi suppone che in realtà Gefjun non sia altro che una versione danese della stessa Freyja. In ogni caso, il mito dell'aratura ne fa una divinità agricola e della fecondità.